# District de Karabalyk
Le district de Karabalyk (en kazakh : Қарабалық ауданы est un district de l'oblys de Kostanaï, situé au nord du Kazakhstan.

## Géographie
Le centre administratif du district est la ville de Karabalyk.

## Démographie
En  2013, le district a une population de 29 594 habitants.